# Paparazzo
Paparazzo (plural: paparazzoer eller paparazzi) är beteckningen på en fotograf som smygfotograferar kändisar, särskilt i privata eller intima situationer. Ordet kommer från Paparazzo, som var namnet på en nyhetsfotograf i Federico Fellinis film Det ljuva livet (1960).
Utpräglad paparazzo-fotografering finns i Storbritannien och Frankrike samt i USA.
Fenomenet uppmärksammades i samband med prinsessan Dianas död i en bilolycka, där paparazzi var inblandade.
Det finns webbplatser som publicerar smygtagna bilder av allmänheten, och möjligen kan även fotograferna bakom dessa bilder benämnas paparazzi.